# アニキに恋して
『アニキに恋して』（あにきにこいして、原題：愛上哥們）は台湾のテレビドラマ。
2015年10月18日から2016年2月28日まで台湾の台視で放送された。日本では2016年9月27日から2017年5月16日までホームドラマチャンネルで放送された。全30話。

## あらすじ
やっと授かった娘が、女のまま育つと短命になると占い師に言われ、26歳の誕生日までは男として育てられているピー・ヤーヌオ（琵亞諾）と、ヤクザの養子として育ったドゥー・ズーフォン（杜子楓）。
ヤーヌオの26歳の誕生日があと数か月に迫ったある日、ズーフォンとズーハン（杜子涵）兄妹の危機を救ったことからズーフォンと義兄弟の契りを結んでしまうヤーヌオ。
男同士の友情のはずが徐々に愛情に変化していく。

## エピソード・サブタイトル
全30話
| 各話   | サブタイトル                 | 放送日         |
| ------ | ---------------------------- | -------------- |
| 第1話  | 義兄弟の契り                 | 2016年9月27日  |
| 第2話  | ラッキーボーイのキス         | 2016年10月4日  |
| 第3話  | 危険いっぱいの船旅           | 2016年10月11日 |
| 第4話  | 恩人からの手紙               | 2016年10月18日 |
| 第5話  | 生死をともに                 | 2016年10月25日 |
| 第6話  | 僕は男が好き                 | 2016年11月1日  |
| 第7話  | 仙女に恋して                 | 2016年11月8日  |
| 第8話  | 気の抜けないキャンプ         | 2016年11月22日 |
| 第9話  | 打ち明けた真実               | 2016年12月6日  |
| 第10話 | 悩ましい恋心                 | 2016年12月14日 |
| 第11話 | もっと近づきたいから         | 2016年12月20日 |
| 第12話 | 仕組まれたスキャンダル       | 2016年12月27日 |
| 第13話 | カボチャの馬車に願いを込めて | 2017年1月10日  |
| 第14話 | ワケありな妹                 | 2017年1月17日  |
| 第15話 | 二人きりの夜                 | 2017年1月24日  |
| 第16話 | 親子の記憶                   | 2017年1月31日  |
| 第17話 | 兄さんの疑惑                 | 2017年2月7日   |
| 第18話 | お前にしか涙は見せない       | 2017年2月14日  |
| 第19話 | 家族の再会                   | 2017年2月21日  |
| 第20話 | 幸せをくれる王子様           | 2017年2月28日  |
| 第21話 | 仁義なき三角関係             | 2017年3月7日   |
| 第22話 | 春らんまんの兄弟たち         | 2017年3月21日  |
| 第23話 | 新しい思い出                 | 2017年3月28日  |
| 第24話 | 証拠が招く陰謀               | 2017年4月4日   |
| 第25話 | 友の犠牲                     | 2017年4月11日  |
| 第26話 | 父として 義兄弟として        | 2017年4月18日  |
| 第27話 | 裏切りの告白                 | 2017年4月25日  |
| 第28話 | 現れた真犯人                 | 2017年5月2日   |
| 第29話 | 26年 待ち焦がれた日          | 2017年5月9日   |
| 第30話 | 新しい人生のスタート         | 2017年5月16日  |

## キャスト
| 役名                                              | 俳優名                             | 役柄 |
| ------------------------------------------------- | ---------------------------------- | --- |
| ドゥー・ズーフォン （杜子楓）                     | 陳楚河 （バロン・チェン）          | 家族を亡くし寺で暮らしていたが、グァンジューを助け養子になる                                                                          |
| ピー・ヤーヌオ （琵亞諾）                         | 賴雅妍 （メーガン・ライ）          | 女だが、占い師に言われ26歳の誕生日まで男として生活している。 男以上に武術に長ける                                                     |
| ピー・ヤーチー （琵亞琪）                         | 賴雅妍 （メーガン・ライ）          | ヤーヌオが扮する外国に留学している妹                                                                                                  |
| ウェイ・チンヤン （衛青陽）                       | 畢書盡（Bii） （ビー・シュージン） | カフェのオーナー、ズーフォンの幼なじみ。 7年前、両親が石垣島で行方不明になった                                                        |
| チュー・ジャールイ （楚哲瑞）                     | 邵翔 （ショーン・シャオ）          | 獣医。子供の頃、ヤーヌオの隣に住んでいた                                                                                              |
| ヤン・ナナ （楊娜娜）                             | 陳語安 （ケイティ・チェン）        | シンティエンの娘。骨腫瘍を患う |
| リャオ・グァンチャオ （廖廣超）                   | 楊銘威 （ヤン・ミンウェイ）        | ヤーヌオの友人。マッサージがうまい |
| ドゥー・ズーハン （杜子涵）                       | 陶嫚曼 （マンディ・タオ）          | ズーフォンの妹。ヤーヌオに助けてもらい一目ぼれする                                                                                    |
| ファン・シャオチン （范小菁）                     | 周曉涵 （アマンダ・チョウ）        | ヤーヌオの従妹 |
| 鳳姉さん （鳳姐）                                 | 劉瑞琪 （リュウ・ルイチー）        | ズーハンの母、ズーフォンの養母 |
| ドゥー・グァンジュー （杜光柱） アーハイ （阿海） | 庹宗華 （トゥオ・ツォンホア）      | ヤクザの親分、ズーハンの父、ズーフォンの養父。 ワンハオ・シンティエンで義兄弟となる誓いを結んでいる。 7年前、石垣島で行方不明になった |
| ヤーヌオの父 （琵父）                             | 湯志偉 （タン・ジーウェン）        | ヤーヌオの父 |
| ヤーヌオの母 （琵母）                             | 王琄 （ワン・チュエン）            | ヤーヌオの母 |
| ナン・シンティエン （南刑天）                     | 夏靖庭 （シア・ジンティン）        | ナナの父。 グァンジュー・ワンハオで義兄弟となる誓いを結んでいる                                                                       |
| ウー・ハンション （吳翰昇）                       | 王家梁 （エディソン・ワン）        | ワンハオの息子 |
| ウー・ワンハオ （吳萬豪）                         | 陳為民 （チェン・ウェイミン）      | ハンションの父。 グァンジュー・シンティエンで義兄弟となる誓いを結んでいる                                                             |

## スタッフ
- 監督 - 陳戎暉（チェン・ロンホイ）

## 主題歌
オープニングテーマ
- 『心的時代』

歌 - 畢書盡（ビー・シュージン）、陳勢安（アンドリュー・タン）、陳彥允（イアン・チェン）、李玉璽（ディノ・リー）
エンディングテーマ
- 『底線』

歌 - 温嵐（ランディ・ウェン）

## 日本国内放送局
| 放送地域 | 放送局                 | 放送期間                      | 放送日時                     | 放送系列 |
| -------- | ---------------------- | ----------------------------- | ---------------------------- | -------- |
| 日本全域 | ホームドラマチャンネル | 2016年9月27日 - 2017年5月16日 | 毎週火曜 25時15分 - 26時15分 | CS放送   |